# Sankt Kathrein am Hauenstein
Sankt Kathrein am Hauenstein är en ort och kommun i distriktet Weiz i förbundslandet Steiermark i Österrike.
Kommunen består av två orter (Ortschaften) (inom parentes invånarantal 1 januari 2024):
- Landau (105)
- St. Kathrein am Hauenstein (501)